# 高橋英樹 (俳優)
高橋 英樹（たかはし ひでき、1944年〈昭和19年〉2月10日 - ）は、日本の俳優、タレント、司会者、会社役員。千葉県木更津市出身。身長181cm、体重80kg、血液型はB型。所属事務所はアイウエオ企画を経て、2019年2月1日から長女の高橋真麻と共にグレープカンパニーに所属。愛称は、ナイスガイ。この愛称は、1962年に『週刊平凡』誌上で公募を行った上で決定された（応募総数14,532通のうち3,826通と圧倒的多数を占めたのが「ナイスガイ」だった）。
妻は元女優でアイウエオ企画取締役でもある小林亜紀子。長女はフリーアナウンサーの高橋真麻。

## 来歴

### 生い立ち - 日活時代
父親は教職者で、高校の校長を務めた。9歳、8歳上の姉と6歳上の兄がいる。
船橋市立二宮小学校、千葉市立検見川小学校、千葉市立緑町中学校を経て、私立市川高等学校入学。
1961年、高校在学中に日活ニューフェース第5期として日活株式会社に入社。第5期の同期には、中尾彬や竜崎勝がいる。同年の映画『高原児』に端役でデビュー。

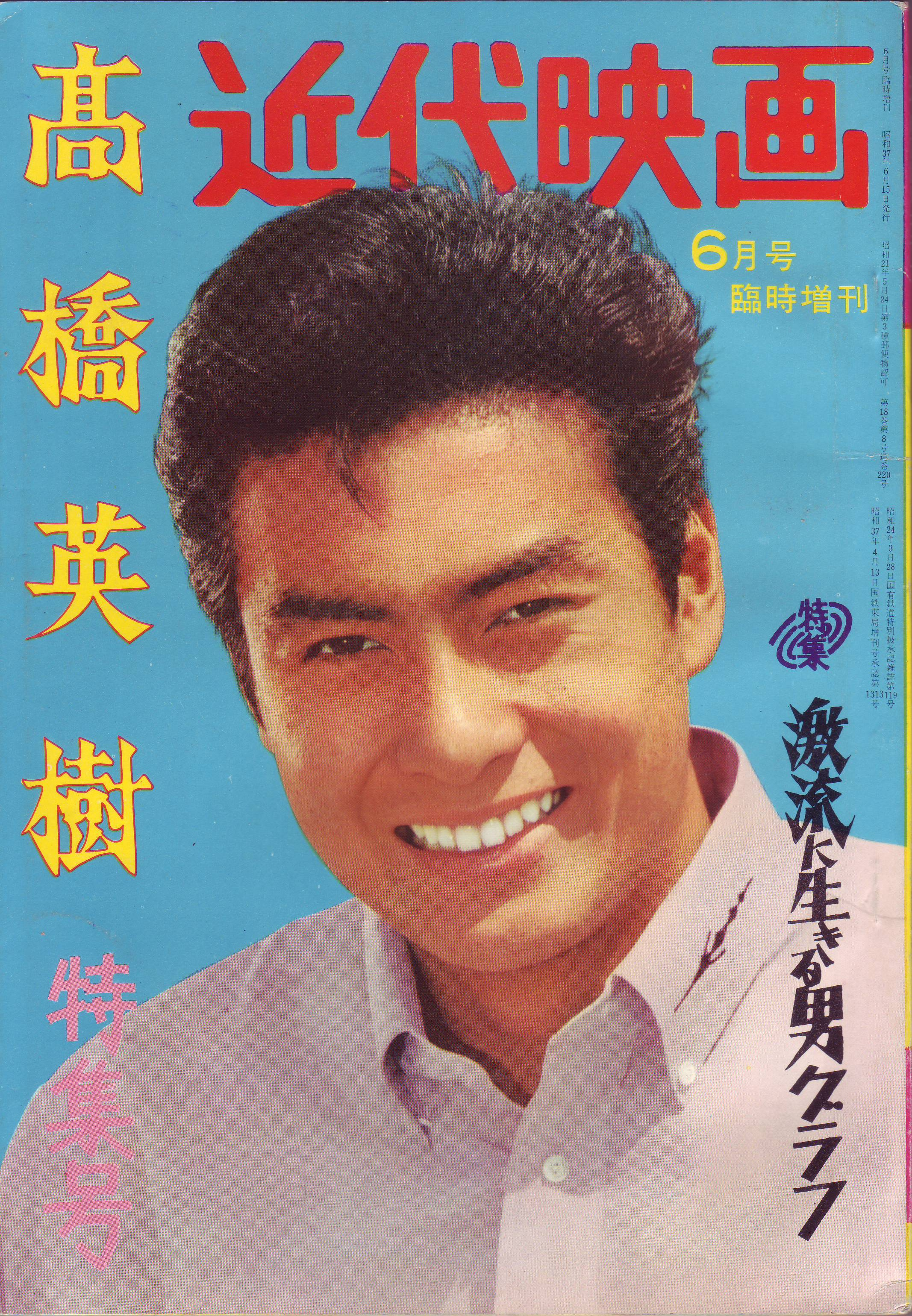
1962年

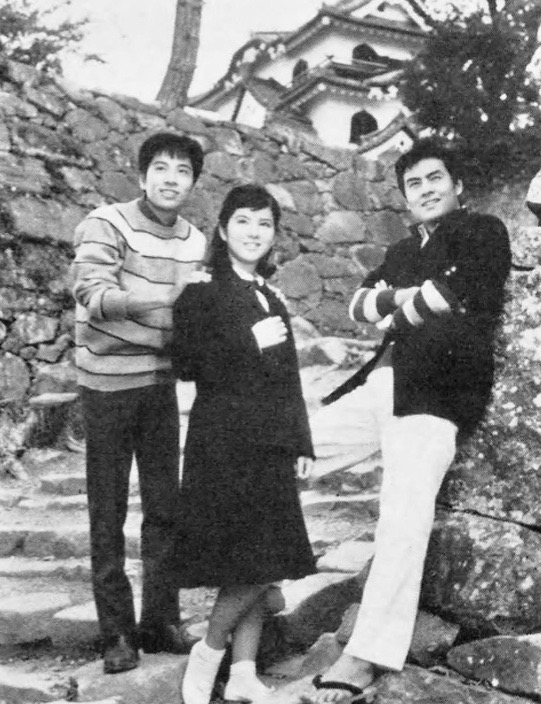
『青い山脈』（1963年）

1962年（昭和37年）、撮影所内で事故死した赤木圭一郎の代役的存在として、デビューから2作品目の『真昼の誘拐』で主要キャストに加わり、『激流に生きる男』で初の主役を与えられた。同年に日本大学芸術学部入学（翌年に中退）。
1963年（昭和38年）、その後代表作と言えるような作品に当たらなかったが、『伊豆の踊子』では吉永小百合の相手役を務める。この年から『男の紋章』に始まる『男の紋章シリーズ』などの任侠映画の主演スターとして活躍するようになった。以降日活退社まで出演作はほとんどが任侠モノとなった。
1966年（昭和41年）には青春映画『けんかえれじい』の主役・南部麒六を演じた。
1968年（昭和43年）、NHK大河ドラマ『竜馬がゆく』で土佐勤王党の盟主・武市半平太役でテレビドラマ初出演。同時に時代劇に初出演する。その後、1969年の『鞍馬天狗』（NHK）や1970年（昭和45年）の『旗本退屈男』（フジテレビ系）にも出演し、時代劇俳優としての地位を確立する。
　その一方で映画界の斜陽、観客数減少に歯止めがかからず、日活は1971年（昭和46年）秋に低予算のポルノ映画制作に路線変更が決定する。当時、唯一の黒字会社だった東映岡田茂社長が、"映画スター乗っ取り"を目論み、熱心に東映に引き抜こうとしたのが英樹と渡哲也、関根恵子の3人だったが、これには応じず、英樹は日活を離れ、本格的にテレビへ活躍の場を移す。
1973年（昭和48年）、第11回ゴールデン・アロー賞大賞を受賞。同年、松竹作品の映画『宮本武蔵』（監督：加藤泰）に出演。以降も『狼よ落日を斬れ』では出演したが、1976年（昭和51年）以降は映画から離れた。
1976年（昭和51年）の『桃太郎侍』（日本テレビ系）、1982年（昭和57年）の『遠山の金さん』（テレビ朝日系）1987年（昭和62年）からは『三匹が斬る!』（テレビ朝日系）に出演し、いずれも代表作の1つとなった。
その後はテレビ・舞台を中心に活動し、時代劇のみならず現代劇作品やバラエティ番組への出演など多岐にわたる。1990年（平成2年）に初めて演じた西村京太郎作品の十津川警部役を演じ、2000年（平成12年）の第43作からはそれまでテレビ朝日系「土曜ワイド劇場」で十津川を演じていた三橋達也から役を引き継ぎ、2022年放送の73作品目のファイナル、「十津川警部のレクイエム❝安息を❞ 大井川鐡道、湖上駅で2度殺された妻」まで演じた。

### 2010年以降
2010年（平成22年）6月に、総務省から「地デジ化応援隊」隊員のメンバーに選ばれ、他のメンバー5人とともに、アナログテレビジョン放送終了までの1年間、アナログ放送終了に向け、地デジへの切り替えを呼び掛けた。
2011年（平成23年）、芸能生活50周年の節目にアニメーション作品『劇場版ポケットモンスター ベストウイッシュ ビクティニと黒き英雄 ゼクロム・白き英雄 レシラム』で、ポケモン・ゼクロム役としてアニメの声優を初担当。同時に、声の出演ながら36年ぶりに映画に復帰することともなった。
2012年（平成24年）4月、神奈川県横浜市に本社を置くブリーズベイホテルの名誉支配人に就任。同年、2月19日放送の『必殺仕事人2012』（ABC - テレビ朝日系）では人生初の悪役を演じた。
2013年（平成25年）3月16日、東京都台東区立浅草公会堂で行われた『第29回浅草芸能大賞授賞式』および『第30回浅草名人会』並びに平成24年度『スターの手型』顕彰式に出席。第29回浅草芸能大賞・大賞を受賞。
2014年（平成25年）1月2日にテレビ東京で放送された新春ワイド時代劇『影武者徳川家康』で石田三成の家臣、島左近役で出演。英樹は1998年（平成10年）4月 - 7月、テレビ朝日で同作品が連続ドラマとして放送された際、主人公である徳川家康と世良田二郎三郎の二役を演じている。ちなみにこの時の島左近役は寺田農だった。
2019年1月31日付で娘の真麻と共にアイウエオ企画によるマネジメント契約を終了、翌2月1日よりグレープカンパニーに移籍。移籍の理由として「真麻の結婚を機に私達二人の仕事の面倒をずっと見てくれていた奥さんに好きな事ができる時間を少しプレゼントしようと言う事になりました」と明かしている。

## 時代劇俳優として

### 織田信長役について
先述の1973年の『国盗り物語』ではストーリー後半の主役である織田信長を演じ、当たり役となる。「自分は信長の生まれかわり」、「信長を演じる時は、台詞を覚えなくても自然と出てくる時がある」と公言するほど入れこみ、信長役が自らにとってターニングポイントだった事を認めている。『国盗り物語』の後、19年を経た1992年（平成4年）の正月時代劇『戦国最後の勝利者・徳川家康』（テレビ朝日系）で信長役のオファーを受け、1994年（平成6年）にはテレビ東京系『12時間超ワイドドラマ 織田信長』に出演した。

### 他の時代劇
1968年（昭和43年）、NHK大河ドラマ司馬遼太郎原作の『竜馬がゆく』で土佐勤王党の盟主・武市半平太を演じる。これが初の時代劇出演となり、以後多くの作品で起用される。映画では1970年に『土忍記 風の天狗』に出演して時代劇初出演、民放では数々の時代劇に出演。1970年（昭和45年）の『旗本退屈男』（フジテレビ系）を皮切りに1970年代から1990年代前半にかけて時代劇俳優としての地位を確立した。
『桃太郎侍』では主役を務めるも、当初の設定は「基本的に人を斬らず、諭して改心させる」というもので、長屋の喧嘩を諌めるような人情話もあり、放映当初の視聴率は芳しくなかった。ある日主題歌を歌っていた三波春夫とゴルフをしていた際、三波から「桃太郎、お地味ですねえ。もっと時代劇はすっきりしないと。高橋さんはお派手がお似合いですよ。」と言われた。これをきっかけに、英樹の提案でそれまで原作に沿った“峰打ち”だったものを、大人数を斬り捨てる派手な殺陣に変え、クライマックスの衣装を黒の着流しから三波ばりの絵柄の入った派手なものにした。さらに登場の際には般若の面を被り、高倉健の任侠映画からヒントを得て「ひとつ、人の世の生き血を啜り…」と、殺陣のさなかに口上を述べるように変えるなど人気を得て、その後番組は5年間にわたり継続された。『遠山の金さん』では、「刀を持たない町人（に扮した遠山金四郎）の武器」として、濡らした手拭いを使った殺陣が話題となり、名物となっていた。

### バラエティの常連
1986年の『ドキド欽ちゃんスピリッツ!!』へのレギュラー出演以来、様々なバラエティ番組やトーク番組にレギュラーまたはゲストとして出演している。きっかけの一つは、一人娘の真麻が小学生だった当時『とんねるずのみなさんのおかげです』の大ファンだったことから当番組のコントに出演した。また、当時自分の出演していた時代劇のポスターを見ていた小学生の子どもが発した「このおじさん、誰だろう?」また道を歩いていた時に女子高生から「今の人誰だっけ？」との言葉もきっかけだと語っている。
真麻が中学生の頃、SMAPの中居正広のファンになり、クラスで人気だったSMAPと父との共演を望み「どうしてパパはSMAPと共演できないの?」と言われた。これに奮起した英樹は自らABCのスタッフと出演交渉し、1995年（平成7年）に『キスした?SMAP』にゲスト出演している（7月8日放送分。ただし、この回に中居は出演していなかった）。

## 人物
下戸のため酒は嗜まず、酒の代わりにカルピスを飲んでいたが、日活の若手スターとして活躍していた頃から、月20日間は銀座のクラブや京都に通い、石原裕次郎、小林旭といった先輩俳優にならって、後輩たちに奢りまくっていた。しかし、そうした「スター然」とした放蕩三昧の生活で、飲み代の支払いは全て「ツケ」で会社からの前借りを繰り返し、20代にして借金が当時の金額で3500万円ほどに膨れ上がっていた。英樹は結婚後にこの事実を知るが、妻や妻の両親・家族は「借金も財産、信用のうち」と受け入れた。その後、英樹は夜遊びをやめ、年間70本に及ぶテレビの仕事をこなし、2-6年ほどで完済している。
2003年（平成15年）7月〜9月に放送された『趣味悠々 鶴太郎流墨彩画塾』（NHK Eテレ）へ出演し、講師の片岡鶴太郎から手ほどきを受けた事をきっかけに日本画と書道を始め、各所で個展を開催、自身の公式サイトでも書道作品の一部を公開している。
若い頃は虚弱で、風邪をひきやすかった。当初は乾布摩擦を励行していたが、ある日、本で読んだ「たわしで身体を擦る」という健康法に興味を持ち、取り入れている。身体前面は自らが、背中は付き人に擦らせている。それが済むと、今度は両手で顔を思い切り100回ほど叩いて刺激を与えている。以来「亀の子たわし」を愛用し、仕事に入る直前には「気合を入れる」「1回血液を全身に廻らせて新たな役作りに入る」という意味合いで、この健康法を30年以上続けており、全く風邪をひかなくなったと語っている。
一方、テレビドラマでは『船長シリーズ』（土曜ワイド劇場）などで鉄道連絡船や長距離フェリーといった大型旅客船の船長役を演じているが、英樹自身は海上の乗り物に弱く、船酔いしやすい。また、毎年春先になると、花粉症に悩まされるとのこと。
59歳の頃には原因不明のめまいに襲われ、以来しばらくの間、病院からテレビ局に直行するという生活を余儀なくされている。そんな時に出会ったのが同年代の芸術家である、宮崎県在住のガラス作家・黒木国昭と洋画家でフレスコ画の国内第一人者である絹谷幸二で、二人の制作現場を見せてもらう機会があり、そこで間近に作品に取り組む強いエネルギーに接する中で、いつしか症状も和らいでいったという。以来「海外旅行先でも真っ先に訪れるのは美術館。エネルギーをもらいに。」と語るほど、絵画や美術作品を愛好している。
雑誌歴史人に、「高橋英樹の歴史通」を掲載しており、それらをまとめたものが、『高橋英樹のおもしろ日本史』（KKベストセラーズ刊）として、出版される。この本により2014年8月、第2回野村胡堂文学賞特別賞を受賞する。
翔ぶが如くでは島津久光の役を、篤姫では島津斉彬の役を演じ島津氏の兄弟の双方をNHK大河ドラマにおいて初めて演じた高橋は、鹿児島県の広報大使である薩摩大使に委託されている。

## 対人関係

### 家族
- 妻・小林亜紀子（元女優）

テレビ時代劇『おらんだ左近事件帖』で共演したのが縁で、1974年（昭和49年）3月15日に結婚。初対面の時には「頭に結婚の文字が浮かんだ」と言うほど強く魅かれたと語っている。しかし最初は「兄妹のような感情だった」ということで、交際に至るまで、当初は距離のとり方に戸惑ったとのこと。
結婚後、真麻が生まれるまでに夫妻は3度の流産を経験しており、真麻は待望の子供だった。英樹自身、2ヶ月の休暇をとり妊娠初期の妻を支えるなど万全を期していたが、この妊娠期間も4ヶ月目の定期検診で一時心音が途絶えるというアクシデントに見舞われている。医師から「あきらめたほうがいい」と、母体への影響を考え掻爬手術を勧められるが、英樹は「1週間待って欲しい」と懇願。その間、「御利益がある」とされる神社仏閣を巡り、胎児の無事を祈願、1週間後、奇跡的に無事が確認されるという出来事を体験している。
- 長女・真麻（元フジテレビアナウンサー、現フリーアナウンサー）

フジテレビへの就職について英樹は「大学入学直後に『表現する仕事をしたい』と言うんですよ。反対はしませんでした。娘の選んだ仕事は何でも協力するつもりでした。」としており、結婚については「本人任せです。『この人と一生を』と決めたら…。でも、どれを見ても私が気に入るわけはない」と語っている。
2013年10月5日放送の特番『歌い継がれる昭和歌謡　この10年でもっとも歌われたカラオケランキングベスト20』（テレビ朝日）で初めて司会者として共演を果たしている。

### 浅丘ルリ子
浅丘ルリ子からはデビュー当時から公私にわたって面倒を見てもらい、撮影所からも近い調布市の浅丘宅に浅丘不在時にも頻繁に出入りし、浅丘の母親に作ってもらったり、ほぼ下宿状態であった、このことから浅丘には今でも頭が上がらないとのことである。ちなみに『高原児』で浅丘と共演した時は、英樹は弟役にも関わらず、浅丘に「お兄さん役だと思った」と言われている。

### 二代目 尾上松緑について
『男の紋章』への出演が決まった高橋は18歳の頃から一時、所属事務所の先輩女優である淡島千景と舞台作品で数多くの相手役を演じた二代目 尾上松緑の門弟となる。そこで1年のほぼ半分を松緑一座の舞台で「時代もの」を演じるための着付けや所作、基本動作、日本舞踊など基礎を徹底的に学んでいる。
ちなみに二代目 尾上松緑は、第一回大河ドラマ『花の生涯』で主人公・井伊直弼を演じており、2015年の大河ドラマ『花燃ゆ』では英樹が同じく井伊直弼を演じている。師匠と同じ役を演じる事について英樹は、「非常に感慨深い」と語っている。

## エピソード
- 芸能界入りのきっかけは厳格な父への反発心からで、高校2年生の終わりごろに将来何になりたいかというテーマの作文で「映画俳優になりたい」と書いたほどだった[42]。これを知った父は芸能界入りに猛反対したが、意外にも日活の受験は父の命令で、「これに落ちればあきらめるだろう」と思って英樹が修学旅行に行っていて留守の間に父が応募の書類を送った[42]。この時のことについて「芸能界は安定した収入が保証されてないから親としては心配だったと思います。父からは『芸能界に入るなら勘当だ』と言われました。ただ、日活の試験は父の命令で受けたんです。それでいて、万が一、合格したら勘当だと。矛盾しているようですが、試験に落ちてあきらめさせようとしたんですね。合格後は父とは口をきかずに半勘当状態でした[4]」と語っている。なお、日活のオーディションでは台本を宍戸錠の物真似で演じて見せた[43]。父親は英樹がデビューした翌年の1962年6月に死去。「勘当を解く」という主旨のことを告げられぬままの死であったが、英樹は後に母親から、自分の出演した映画を父親が内緒で映画館に行ってすべて観ていたことを聞かされている。また、「父に反発ばかりしていたけど、今は父の気持ちがわかります。やるべきことをきちんとしないと気が済まない点は父にそっくりなんです[4]」とも語っている。
- デビュー翌年の1962年、急遽代役として主役格で映画出演という恵まれた環境での駆け出しだったものの、筋肉質のがっしりとした体型ながら股下が短く、カメラマンが下から写しても様にならなかった。このことが原因で、アクションや青春ものでは主役がなかなか回って来なかった。日活時代、このような体格からダックスフントとあだ名されていた[42]。任侠映画に多く出演するようになったのは日活の役員らが英樹の足の短さに注目し、着物を着せて足の長さを見えなくしようと考えたためである[20]。また時代劇俳優に転向したのも同様に足を隠せるからという理由による[43]。
- 1978年（昭和53年）日本アカデミー賞が創設される際に、同賞の創設に尽力した岡田茂東映社長（当時）[44][45]に、英樹のそれまでの映画界への貢献から「会員になれ」と言われたが「映画に出ていないからならない」と固辞した[46]。
- 時代劇作品が減り、最近は殺陣をやっていないことについて、「本当は殺陣やりたいんですよ。自信あるんです」と話している[42]。

## 出演

### 映画
| 公開年             | 年齢 | 作品名                                                                                     | 制作（配給）             | 備考                                    |
| ------------------ | ---- | ------------------------------------------------------------------------------------------ | ------------------------ | --------------------------------------- |
| 1961年（昭和36年） | 17歳 | 高原児                                                                                     | 日活映画                 |                                         |
| 1961年（昭和36年） | 17歳 | 真昼の誘拐                                                                                 | 日活映画                 |                                         |
| 1961年（昭和36年） | 17歳 | ママ恋人がほしいの                                                                         | 日活映画                 |                                         |
| 1961年（昭和36年） | 17歳 | どじょっこの歌                                                                             | 日活映画                 |                                         |
| 1962年（昭和37年） | 18歳 | ひとつのいのち                                                                             | 日活映画                 |                                         |
| 1962年（昭和37年） | 18歳 | 上を向いて歩こう                                                                           | 日活映画                 |                                         |
| 1962年（昭和37年） | 18歳 | 激流に生きる男                                                                             | 日活映画                 | [ 注釈 4 ]                              |
| 1962年（昭和37年） | 18歳 | 若者に夢あり                                                                               | 日活映画                 |                                         |
| 1962年（昭和37年） | 18歳 | 若くて悪くて凄いこいつら                                                                   | 日活映画                 |                                         |
| 1962年（昭和37年） | 18歳 | 激しい河                                                                                   | 日活映画                 |                                         |
| 1962年（昭和37年） | 18歳 | ひとりぽっちの二人だが                                                                     | 日活映画                 |                                         |
| 1962年（昭和37年） | 18歳 | 星の瞳を持つ男                                                                             | 日活映画                 |                                         |
| 1963年（昭和38年） | 19歳 | 霧の夜の男                                                                                 | 日活映画                 |                                         |
| 1963年（昭和38年） | 19歳 | 青い山脈                                                                                   | 日活映画                 |                                         |
| 1963年（昭和38年） | 19歳 | 海の鷹                                                                                     | 日活映画                 |                                         |
| 1963年（昭和38年） | 19歳 | さすらいのトランペット                                                                     | 日活映画                 |                                         |
| 1963年（昭和38年） | 19歳 | エデンの海                                                                                 | 日活映画                 |                                         |
| 1963年（昭和38年） | 19歳 | アカシアの雨がやむとき                                                                     | 日活映画                 |                                         |
| 1963年（昭和38年） | 19歳 | 伊豆の踊り子                                                                               | 日活映画                 |                                         |
| 1963年（昭和38年） | 19歳 | 男の紋章                                                                                   | 日活映画                 |                                         |
| 1963年（昭和38年） | 19歳 | 狼の王子                                                                                   | 日活映画                 |                                         |
| 1963年（昭和38年） | 19歳 | 続 男の紋章                                                                                | 日活映画                 |                                         |
| 1963年（昭和38年） | 19歳 | 男の紋章 風雲双つ竜                                                                        | 日活映画                 |                                         |
| 1963年（昭和38年） | 19歳 | 雨の中に消えて                                                                             | 日活映画                 |                                         |
| 1964年（昭和39年） | 20歳 | こんにちは20歳                                                                             | 日活映画                 |                                         |
| 1964年（昭和39年） | 20歳 | 人生劇場                                                                                   | 日活映画                 |                                         |
| 1964年（昭和39年） | 20歳 | 抜き射ちの竜 拳銃の歌                                                                      | 日活映画                 |                                         |
| 1964年（昭和39年） | 20歳 | 何処へ                                                                                     | 日活映画                 |                                         |
| 1964年（昭和39年） | 20歳 | 新 男の紋章 度胸一番                                                                       | 日活映画                 |                                         |
| 1964年（昭和39年） | 20歳 | 帰郷                                                                                       | 日活映画                 |                                         |
| 1964年（昭和39年） | 20歳 | 俺たちの血が許さない                                                                       | 日活映画                 |                                         |
| 1964年（昭和39年） | 20歳 | 男の紋章 花と長脇差                                                                        | 日活映画                 |                                         |
| 1964年（昭和39年） | 20歳 | 男の紋章 喧嘩状                                                                            | 日活映画                 |                                         |
| 1965年（昭和40年） | 21歳 | 拳銃野郎                                                                                   | 日活映画                 |                                         |
| 1965年（昭和40年） | 21歳 | 男の紋章 喧嘩街道                                                                          | 日活映画                 |                                         |
| 1965年（昭和40年） | 21歳 | 涙をありがとう                                                                             | 日活映画                 |                                         |
| 1965年（昭和40年） | 21歳 | 渡世一代                                                                                   | 日活映画                 |                                         |
| 1965年（昭和40年） | 21歳 | 流転の掟                                                                                   | 日活映画                 |                                         |
| 1965年（昭和40年） | 21歳 | 秩父水滸伝 必殺剣                                                                          | 日活映画                 |                                         |
| 1965年（昭和40年） | 21歳 | 男の紋章 俺は斬る                                                                          | 日活映画                 |                                         |
| 1965年（昭和40年） | 21歳 | 刺青一代                                                                                   | 日活映画                 |                                         |
| 1965年（昭和40年） | 21歳 | 殴りこみ関東政                                                                             | 日活映画                 |                                         |
| 1966年（昭和41年） | 22歳 | 男の紋章 竜虎無情                                                                          | 日活映画                 |                                         |
| 1966年（昭和41年） | 22歳 | 鉄火場仁義                                                                                 | 日活映画                 |                                         |
| 1966年（昭和41年） | 22歳 | 日本仁侠伝 血祭り喧嘩状                                                                    | 日活映画                 |                                         |
| 1966年（昭和41年） | 22歳 | 任侠八方破れ                                                                               | 日活映画                 |                                         |
| 1966年（昭和41年） | 22歳 | 日本任侠伝 花の渡世人                                                                      | 日活映画                 |                                         |
| 1966年（昭和41年） | 22歳 | 殺るかやられるか                                                                           | 日活映画                 |                                         |
| 1966年（昭和41年） | 22歳 | けんかえれじい                                                                             | 日活映画                 |                                         |
| 1966年（昭和41年） | 22歳 | 新遊侠伝                                                                                   | 日活映画                 |                                         |
| 1967年（昭和42年） | 23歳 | 夢は夜ひらく                                                                               | 日活映画                 |                                         |
| 1967年（昭和42年） | 23歳 | 新・男の紋章 若親分誕生                                                                    | 日活映画                 |                                         |
| 1967年（昭和42年） | 23歳 | 秩父水滸伝 影を斬る剣                                                                      | 日活映画                 |                                         |
| 1967年（昭和42年） | 23歳 | 燃える雲                                                                                   | 日活映画                 |                                         |
| 1967年（昭和42年） | 23歳 | 関東も広うござんす                                                                         | 日活映画                 |                                         |
| 1967年（昭和42年） | 23歳 | 対決                                                                                       | 日活映画                 |                                         |
| 1967年（昭和42年） | 23歳 | 爆破3秒前                                                                                  | 日活映画                 |                                         |
| 1967年（昭和42年） | 23歳 | 関東刑務所帰り                                                                             | 日活映画                 |                                         |
| 1967年（昭和42年） | 23歳 | 君は恋人                                                                                   | 日活映画                 |                                         |
| 1967年（昭和42年） | 23歳 | 血斗                                                                                       | 日活映画                 |                                         |
| 1968年（昭和43年） | 24歳 | 遊侠三国志 鉄火の花道                                                                      | 日活映画                 |                                         |
| 1968年（昭和43年） | 24歳 | 残侠無情                                                                                   | 日活映画                 |                                         |
| 1968年（昭和43年） | 24歳 | 明治血風邪録 鷹と狼                                                                        | 日活映画                 |                                         |
| 1968年（昭和43年） | 24歳 | 昭和のいのち                                                                               | 日活映画                 |                                         |
| 1968年（昭和43年） | 24歳 | 嵐の果し状                                                                                 | 日活映画                 |                                         |
| 1968年（昭和43年） | 24歳 | 鮮血の賭場                                                                                 | 日活映画                 |                                         |
| 1968年（昭和43年） | 24歳 | 三匹の悪党                                                                                 | 日活映画                 |                                         |
| 1969年（昭和44年） | 25歳 | 地獄の破門状                                                                               | 日活映画                 |                                         |
| 1969年（昭和44年） | 25歳 | 代紋 男で死にたい                                                                          | 日活映画                 |                                         |
| 1969年（昭和44年） | 25歳 | さくら盃 義兄弟                                                                            | ニューセンチュリー映画   |                                         |
| 1969年（昭和44年） | 25歳 | 昇り竜 鉄火肌                                                                              | 日活映画                 |                                         |
| 1969年（昭和44年） | 25歳 | 年上の女                                                                                   | 日活映画                 |                                         |
| 1969年（昭和44年） | 25歳 | 博徒百人                                                                                   | 日活映画                 |                                         |
| 1969年（昭和44年） | 25歳 | 代紋 地獄の盃                                                                              | 日活映画                 |                                         |
| 1969年（昭和44年） | 25歳 | 日本残侠伝                                                                                 | 日活映画                 |                                         |
| 1969年（昭和44年） | 25歳 | さくら盃 任侠                                                                              | ニューセンチュリー映画   |                                         |
| 1969年（昭和44年） | 25歳 | 博徒百人 任侠道                                                                            | 日活映画                 |                                         |
| 1969年（昭和44年） | 25歳 | 荒い海                                                                                     | 日活映画                 |                                         |
| 1969年（昭和44年） | 25歳 | 侠花列伝 襲名賭博                                                                          | 日活映画                 |                                         |
| 1969年（昭和44年） | 25歳 | 刺客列伝                                                                                   | 日活映画                 |                                         |
| 1969年（昭和44年） | 25歳 | 喧嘩博徒 地獄の花道                                                                        | 日活映画                 |                                         |
| 1970年（昭和45年） | 26歳 | 牡丹と竜                                                                                   | 日活映画                 |                                         |
| 1970年（昭和45年） | 26歳 | あばれ丁半                                                                                 | 日活映画                 |                                         |
| 1970年（昭和45年） | 26歳 | 戦争と人間 第一部 運命の序曲                                                               | 日活映画                 |                                         |
| 1970年（昭和45年） | 26歳 | 土忍記 風の天狗                                                                            | 日活映画                 |                                         |
| 1971年（昭和46年） | 27歳 | 渡世人 命の捨て場                                                                          | 日活映画                 |                                         |
| 1971年（昭和46年） | 27歳 | 逆縁三つ盃                                                                                 | 日活映画                 |                                         |
| 1971年（昭和46年） | 27歳 | 戦争と人間 第二部 愛と悲しみの山河                                                         | 日活映画                 |                                         |
| 1972年（昭和47年） | 28歳 | 男の代紋                                                                                   | 東映映画                 |                                         |
| 1973年（昭和48年） | 29歳 | 宮本武蔵                                                                                   | 松竹映画                 |                                         |
| 1973年（昭和48年） | 29歳 | 戦争と人間 完結篇                                                                          | 日活映画                 |                                         |
| 1974年（昭和49年） | 30歳 | 狼よ落日を斬れ 風雲篇・激情篇・怒涛篇                                                      | 松竹映画                 |                                         |
| 1975年（昭和50年） | 31歳 | 昭和枯れすすき                                                                             | 松竹映画                 |                                         |
| 1988年（昭和63年） | 44歳 | アナザー・ウェイ ―D機関情報―                                                               | タキエンタープライズ映画 |                                         |
| 2006年（平成18年） | 62歳 | シャーロットのおくりもの                                                                   | UIP映画                  | 馬のアイク役（日本語吹き替え）          |
| 2011年（平成23年） | 67歳 | 劇場版ポケットモンスター ベストウイッシュ ビクティニと黒き英雄 ゼクロム・白き英雄 レシラム | 東宝映画                 | ゼクロム役（声の出演）                  |
| 2017年（平成29年） | 73歳 | ひるね姫 〜知らないワタシの物語〜                                                          | ワーナー・ブラザース映画 | 志島一心 / ハートランド王役（声の出演） |

### テレビドラマ
- 大河ドラマ（NHK総合）
  - 竜馬がゆく（1968年） - 武市半平太
  - 春の坂道（1971年） - 坂崎出羽守
  - 国盗り物語（1973年） - 織田信長
  - 花神（1977年） - 河井継之助
  - 翔ぶが如く（1990年） - 島津久光
  - 北条時宗（2001年） - 毛利季光
  - 義経（2005年） - 藤原秀衡
  - 篤姫（2008年） - 島津斉彬
  - 花燃ゆ（2015年） - 井伊直弼
  - べらぼう〜蔦重栄華乃夢噺〜（2025年） - 徳川治貞[47]
- かみなり三代（1968年10月 - 1969年2月、日本テレビ / 日活） - 主演・中条かおる
- 鞍馬天狗（1969年、NHK総合） - 主演・鞍馬天狗（倉田典膳）
- 旗本退屈男（1970年、フジテレビ） - 主演・早乙女主水之介
- おらんだ左近事件帖（1971年、フジテレビ） - 主演・おらんだ左近
- 隼人が来る（1972年、フジテレビ） - 主演・秋月隼人
- 長谷川伸シリーズ 第28話 『瞼の母』（1973年、NET） - 主演・番場の忠太郎
- ぶらり信兵衛 道場破り（1973年、フジテレビ） - 主演・松村信兵衛
- 編笠十兵衛（1974年、フジテレビ） - 主演・月森十兵衛
- 6羽のかもめ（1974年 - 1975年、フジテレビ） - 主演・田所大介（淡島千景とW主演）
- 十手無用 九丁堀事件帖（1975年、日本テレビ） - 主演・榊夢之介
- 桃太郎侍（1976年 - 1981年、日本テレビ） - 主演・桃太郎 / 松平備前守 ※二役
- 非情のライセンス 第2シリーズ 第85話「兇悪の刑事」（1976年、NET） - 広瀬警部
- 判決（1978年 - 1979年、テレビ朝日） - 主演・酒井田牧人
  - 判決（1979年 - 1980年、テレビ朝日） - 主演・花吹省吾
- 生きる（1981年、テレビ朝日） - 主演・須藤大三
- 時代劇スペシャル
  - 紫頭巾 黄金の秘密（1982年2月） - 主演・筧竜太郎 / 狩田秀麿 / 紫頭巾
    - 紫頭巾 京洛の大粛清（1982年11月） - 主演・響竜太郎 / 尾形梅雪 / 紫頭巾

  - 暗殺指令（1984年） - 主演・迫井官兵衛
- 遠山の金さん（1982年、テレビ朝日） - 主演・遠山金四郎景元
- 土曜ワイド劇場（テレビ朝日）
  - 森村誠一の高層の死角（1983年） - 主演・平賀高明
  - 高橋英樹の船長シリーズ（1988年 - 2002年） - 主演・杉崎啓三船長
  - 復讐法廷（1997年） - 杉崎船長
  - 殺人迷宮課の名警部（1998年） - 主演・江戸川君平
  - 西村京太郎トラベルミステリーシリーズ（2000年 - 2022年） - 主演・十津川省三[48]
  - 新船長の航海事件日誌（2006年） - 高杉英雄 ※友情出演
- 京都かるがも病院（1986年 - 1987年、テレビ朝日） - 主演・加茂俊英院長
- 三匹が斬る!シリーズ（1987年 - 1995年、テレビ朝日） - 主演・矢坂平四郎（殿様） 役
- 次郎長三国志東海道の暴れん坊（1988年、テレビ朝日） - 主演・清水次郎長
- 喧嘩安兵衛 決闘高田ノ馬場 （1989年、日本テレビ） - 主演・中山安兵衛
- 火曜ミステリー劇場 西村京太郎スペシャル・十津川警部シリーズ（1990年、テレビ朝日） - 主演・十津川省三
- 秋の時代劇スペシャル 豪剣! 賞金稼ぎ無用ノ介 二つの顔のお尋ね者（1990年、テレビ朝日） - 主演・無用ノ介
- 年末時代劇スペシャル 源義経（1991年、日本テレビ） - 富樫泰家
- 12時間超ワイドドラマ（テレビ東京）
  - 次郎長三国志（1991年） - 主演・清水次郎長
  - 織田信長（1994年） - 主演・織田信長
- 平清盛（1992年） - 後白河法皇
- 荒木又右衛門 決闘鍵屋の辻（1993年、日本テレビ） - 主演・荒木又右衛門
- 下町の熱血弁護士（1993年、TBS） - 主演・田野村誠也
- 江戸の用心棒（1994年・1995年、日本テレビ） - 主演・朝霞清三郎
- 連続テレビ小説 （NHK総合）
  - 春よ、来い（1994年 - 1995年） - 高倉大造
  - あさが来た（2016年2月18日） - 大隈重信 役[49]
- 高橋英樹特選時代劇（日本テレビ）
  - 騎馬奉行がゆく（1995年7月11日） - 主演・黛内蔵助
  - お助け信兵衛 人情子守唄（1995年7月25日） - 主演・松村信兵衛 役
- 花嫁は16才!（1995年、テレビ朝日）
- さむらい探偵事件簿（1996年、日本テレビ） - 主演・本間五月
- 新春時代劇スペシャル 次郎長三国志 勢揃い二十八人衆喧嘩旅!（1998年、テレビ朝日） 大前田英五郎
- 影武者徳川家康（1998年、テレビ朝日） - 主演・徳川家康 世良田二郎三郎 ※二役
- ハッピー 愛と感動の物語（1999年 - 2000年、テレビ東京） - 高野功
- 正月時代劇（NHK総合）
  - 蒼天の夢 松陰と晋作・新世紀への挑戦（2000年1月3日） - 毛利敬親
  - 御鑓拝借〜酔いどれ小籐次留書〜（2013年1月1日） - 村瀬次太夫
- 晴れ着ここ一番（2000年、NHK総合） - 津村忠孝
- 火曜サスペンス劇場（日本テレビ）
  - おかしな夫婦シリーズ（1995年 - 1997年、全3作） - 主演・原田薫 役
  - 街の医者・神山治郎シリーズ（2001年 - 2005年、全9作） - 主演・神山治郎 役
- 茂七の事件簿 ふしぎ草紙シリーズ（2001年 - 2003年、NHK総合） - 主演・回向院の茂七 役
- 女と愛とミステリー[注釈 5] 捜査検事・近松茂道シリーズ（2002年 - 2010年・2011年 - 、テレビ東京） - 主演・近松茂道 役
- 金曜エンタテイメント 花瀬ちなつの殺人スクープ（2002年6月30日、フジテレビ） - 土屋孝一
- 徳川綱吉 イヌと呼ばれた男（2004年、フジテレビ） - 間瀬久太夫
- 金曜時代劇 慶次郎縁側日記シリーズ（2004年 - 2007年、NHK総合） - 主演・森口慶次郎
- サラリーマン金太郎4（2004年、TBS） - 島津桃太郎
- 刑事調査官 玉坂みやこ2（2004年8月20日、フジテレビ） - 黒川啓吾 警視庁刑事部長
- CHANGE（2008年6月、フジテレビ） - 野呂勘三郎
- 新春ワイド時代劇（テレビ東京）
  - 忠臣蔵 瑤泉院の陰謀（2007年） - 柳沢吉保
  - 寧々〜おんな太閤記（2009年） - 徳川家康
  - 柳生武芸帳（2010年） - 柳生宗矩
  - 影武者徳川家康（2014年） - 島左近
  - ホリデイ〜江戸の休日〜（2023年） - 徳川家康 役[50]
- 坂の上の雲 （2009年 - 2011年、NHK） - 児玉源太郎
- 月曜ゴールデン（TBS）
  - 法廷サスペンススペシャル 量刑（2009年5月25日） - 主演・神谷正義 裁判長
  - 女取調官3（2014年8月18日） - 鷲峰司 役
- とめはねっ! 鈴里高校書道部（2010年、NHK総合） - 三浦清風
- ドラマスペシャル 鬼龍院花子の生涯（2010年6月6日、テレビ朝日） - 鬼龍院政五郎
- 謎解きはディナーのあとで 最終話（2011年12月20日、フジテレビ） - 宝生清太郎
  - 謎解きはディナーのあとで スペシャル（2012年3月27日、フジテレビ） - 宝生清太郎
- 必殺仕事人2012（2012年2月19日、朝日放送テレビ） - 弥勤坊燕斎 / 安倍川の仙吉 ※二役
  - 必殺仕事人2014（2014年7月27日、朝日放送テレビ） - 安倍川の仙吉
- 金曜プレステージ 悪女たちのメス episode2（2012年12月21日、フジテレビ） - 石塚富士夫 役
- 水曜ミステリー9（テレビ東京）
  - 特命おばさん検事! 花村絢乃の事件ファイル（2012年12月26日 - 2019年12月20日） - 岡田幸喜
  - ハガネの警察医（2015年4月22日） - 主演・石ノ森龍之介
    - 諏訪のスゴ腕警察医（2016年6月8日） - 同上
- 地獄先生ぬ〜べ〜（2014年、日本テレビ） - 無限界時空 役
- 木曜時代劇 まんまこと〜麻之助裁定帳〜（2015年、NHK総合） - 高橋宗右衛門 役
- 月曜名作劇場 「みなと署落とし物係 秘密捜査官 危険な二人」（2017年、TBS） - 西郷典幸
- 小さな巨人 第7話（2017年5月28日、TBS） - 山田勲 役
- 捜査会議はリビングで!（2018年、NHK BSプレミアム） - 森川正倫
- リーガルV〜元弁護士・小鳥遊翔子〜（2018年、テレビ朝日） - 京極雅彦
- 再雇用警察官（2020年5月11日、テレビ東京） - 主演・安治川信繁 役
  - 再雇用警察官2（2021年6月28日）
  - 再雇用警察官3（2021年12月13日）
  - 再雇用警察官4（2022年7月4日）
  - 再雇用警察官5（2023年3月13日）
- 寂しい丘で狩りをする（2022年4月23日 - 6月11日、テレビ東京） - 岡庭正 役[注釈 6][51]
- 木曜ミステリー 遺留捜査 第9話 - 最終話（2022年9月8日 - 9月15日、テレビ朝日） - 物部泰弘 役
- キャスター（2025年4月13日 - 6月15日、TBS） - 国定義雄 役[52]
- はぐれ鴉（2025年7月22日、テレビ大分） - 仲川清勝 役[53]

### 舞台
| 公開年             | 年齢 | 作品名                               | 舞台名     |
| ------------------ | ---- | ------------------------------------ | ---------- |
| 1968年（昭和43年） | 24歳 | 花の生涯                             | 明治座     |
| 1970年（昭和45年） | 26歳 | 散りぬるを                           | 明治座     |
| 1970年（昭和45年） | 26歳 | 浅間追分                             | 明治座     |
| 1971年（昭和46年） | 27歳 | 旅姿鼠小僧                           | 南座       |
| 1971年（昭和46年） | 27歳 | 京の蛍火                             | 南座       |
| 1971年（昭和46年） | 27歳 | 燃えるみちのく                       | 明治座     |
| 1971年（昭和46年） | 27歳 | つばくろは帰る                       | 明治座     |
| 1971年（昭和46年） | 27歳 | 京の蛍火                             | 明治座     |
| 1972年（昭和47年） | 28歳 | 尾張のつむじ風                       | 南座       |
| 1972年（昭和47年） | 28歳 | 月夜鴉                               | 南座       |
| 1972年（昭和47年） | 28歳 | いろは匂へど                         | 明治座     |
| 1972年（昭和47年） | 28歳 | 鞍馬天狗                             | 明治座     |
| 1973年（昭和48年） | 29歳 | 織田信長                             | 明治座     |
| 1973年（昭和48年） | 29歳 | 瞼の母                               | 明治座     |
| 1973年（昭和48年） | 29歳 | 浪花女                               | 明治座     |
| 1974年（昭和49年） | 30歳 | 小袖源氏                             | 明治座     |
| 1974年（昭和49年） | 30歳 | しぐれ茶屋おりく                     | 明治座     |
| 1974年（昭和49年） | 30歳 | 秋風三国峠                           | 明治座     |
| 1975年（昭和50年） | 31歳 | 織田信長                             | 新歌舞伎座 |
| 1975年（昭和50年） | 31歳 | 笛吹き銀次郎                         | 新歌舞伎座 |
| 1975年（昭和50年） | 31歳 | 京の蛍火                             | 新歌舞伎座 |
| 1975年（昭和50年） | 31歳 | みちのく戦記                         | 明治座     |
| 1975年（昭和50年） | 31歳 | 月形半平太                           | 明治座     |
| 1975年（昭和50年） | 31歳 | 通天閣界隈                           | 明治座     |
| 1975年（昭和50年） | 31歳 | あばれ狼                             | 明治座     |
| 1976年（昭和51年） | 32歳 | 武蔵坊弁慶                           | 新歌舞伎座 |
| 1976年（昭和51年） | 32歳 | 花と龍                               | 新歌舞伎座 |
| 1977年（昭和52年） | 33歳 | 真田太平記                           | 明治座     |
| 1977年（昭和52年） | 33歳 | 花と龍                               | 明治座     |
| 1977年（昭和52年） | 33歳 | 秋色おどり絵巻                       | 明治座     |
| 1978年（昭和53年） | 34歳 | 織田信長                             | 御園座     |
| 1978年（昭和53年） | 34歳 | 花と龍                               | 御園座     |
| 1978年（昭和53年） | 34歳 | 宮本武蔵〜千本杉の巻〜               | 明治座     |
| 1978年（昭和53年） | 34歳 | 鬼平犯科帳 狐火                      | 明治座     |
| 1978年（昭和53年） | 34歳 | 秋色おどり絵巻〜舞踏劇〜桃太郎侍     | 明治座     |
| 1979年（昭和54年） | 35歳 | 真田太平記                           | 御園座     |
| 1979年（昭和54年） | 35歳 | 月形半平太                           | 御園座     |
| 1979年（昭和54年） | 35歳 | 宮本武蔵〜般若野の巻〜蓮台寺野の巻   | 明治座     |
| 1979年（昭和54年） | 35歳 | 男の紋章                             | 明治座     |
| 1979年（昭和54年） | 35歳 | 桃太郎侍                             | 明治座     |
| 1980年（昭和55年） | 36歳 | 武田信玄                             | 明治座     |
| 1980年（昭和55年） | 36歳 | 人生劇場                             | 明治座     |
| 1980年（昭和55年） | 36歳 | 桃太郎侍                             | 明治座     |
| 1981年（昭和56年） | 37歳 | 雪燃える                             | 明治座     |
| 1981年（昭和56年） | 37歳 | 桃太郎侍                             | 明治座     |
| 1982年（昭和57年） | 38歳 | 藍染川                               | 明治座     |
| 1982年（昭和57年） | 38歳 | 桃太郎侍                             | 明治座     |
| 1983年（昭和58年） | 39歳 | 武蔵坊弁慶                           | 明治座     |
| 1983年（昭和58年） | 39歳 | 遠山の金さん                         | 明治座     |
| 1984年（昭和59年） | 40歳 | 伊達の十郎左                         | 明治座     |
| 1984年（昭和59年） | 40歳 | 遠山の金さん〜江戸の母子草〜         | 明治座     |
| 1984年（昭和59年） | 40歳 | 遠山の金さん〜江戸の母子草〜         | 明治座     |
| 1985年（昭和60年） | 41歳 | 江戸育ち〜源太郎ぶし                 | 明治座     |
| 1985年（昭和60年） | 41歳 | 遠山の金さん〜琉球恨み花〜           | 明治座     |
| 1985年（昭和60年） | 41歳 | 武田信玄                             | 明治座     |
| 1985年（昭和60年） | 41歳 | 遠山の金さん〜天保おんな忠臣蔵〜     | 明治座     |
| 1985年（昭和60年） | 41歳 | エピローグ 秋 愛の詩                 | 明治座     |
| 1986年（昭和61年） | 42歳 | 細川忠興 愛と哀しみの連舞            | 明治座     |
| 1986年（昭和61年） | 42歳 | 遠山の金さん〜敵討紅葉加賀染〜       | 明治座     |
| 1986年（昭和61年） | 42歳 | エピローグ 川 春秋                   | 明治座     |
| 1987年（昭和62年） | 43歳 | 武田信玄                             | 新歌舞伎座 |
| 1987年（昭和62年） | 43歳 | 遠山の金さん〜天保おんな忠臣蔵       | 新歌舞伎座 |
| 1987年（昭和62年） | 43歳 | 舞踏伊達男五月晴れ                   | 新歌舞伎座 |
| 1987年（昭和62年） | 43歳 | 国盗り物語                           | 明治座     |
| 1987年（昭和62年） | 43歳 | 遠山の金さん〜伊勢写遠山日記〜       | 明治座     |
| 1987年（昭和62年） | 43歳 | エピローグ 秋燈記                    | 明治座     |
| 1988年（昭和63年） | 44歳 | 男の紋章                             | 新歌舞伎座 |
| 1988年（昭和63年） | 44歳 | 遠山の金さん〜琉球恨み花〜           | 新歌舞伎座 |
| 1988年（昭和63年） | 44歳 | オンステージ さつきに詩う            | 新歌舞伎座 |
| 1988年（昭和63年） | 44歳 | 熊谷直実〜16年は夢のまた夢〜         | 明治座     |
| 1988年（昭和63年） | 44歳 | 遠山の金さん〜晴舞台遠山策略〜       | 明治座     |
| 1988年（昭和63年） | 44歳 | エピローグ 秋想譜                    | 明治座     |
| 1989年（平成元年） | 45歳 | 花と龍                               | 新歌舞伎座 |
| 1989年（平成元年） | 45歳 | 遠山の金さん〜晴舞台遠山策略〜       | 新歌舞伎座 |
| 1989年（平成元年） | 45歳 | オンステージ やよいに詩う            | 新歌舞伎座 |
| 1989年（平成元年） | 45歳 | 北の風物語                           | 明治座     |
| 1990年（平成2年）  | 46歳 | 伊達の十郎左                         | 新歌舞伎座 |
| 1990年（平成2年）  | 46歳 | オンステージ やよいに詩う            | 新歌舞伎座 |
| 1990年（平成2年）  | 46歳 | 桃太郎侍                             | 明治座     |
| 1990年（平成2年）  | 46歳 | 桃太郎侍                             | 中日劇場   |
| 1991年（平成3年）  | 47歳 | 遠山の金さん〜天保おんな忠臣蔵〜     | 巡業       |
| 1991年（平成3年）  | 47歳 | エピローグ 夏祭花の賑〜              | 巡業       |
| 1992年（平成4年）  | 48歳 | 桃太郎侍                             | 梅田コマ   |
| 1992年（平成4年）  | 48歳 | 遠山の金さん〜天保おんな忠臣蔵〜     | 中日劇場   |
| 1993年（平成5年）  | 49歳 | あした吹く風                         | 明治座     |
| 1993年（平成5年）  | 49歳 | 帰って来た桃太郎侍                   | 劇場飛天   |
| 1994年（平成6年）  | 50歳 | ぶらり信兵衛〜紫陽花の唄〜           | 明治座     |
| 1994年（平成6年）  | 50歳 | あした吹く風                         | 中日劇場   |
| 1995年（平成7年）  | 51歳 | 風流夢大名                           | 明治座     |
| 1996年（平成8年）  | 52歳 | 雪の夢 華のゆめ                      | 明治座     |
| 1997年（平成9年）  | 53歳 | 桃太郎侍〜夢の子守唄が聞こえる〜     | 明治座     |
| 1997年（平成9年）  | 53歳 | 風流夢大名                           | 劇場飛天   |
| 1998年（平成10年） | 54歳 | 風流夢大名                           | 明治座     |
| 1999年（平成11年） | 55歳 | 桃太郎侍〜夢の子守唄が聞こえる〜     | 松竹座     |
| 1999年（平成11年） | 55歳 | 天翔ける夢〜長州を破った男〜         | 明治座     |
| 2000年（平成12年） | 56歳 | 男の紋章                             | 明治座     |
| 2000年（平成12年） | 56歳 | 桃太郎侍                             | 明治座     |
| 2001年（平成13年） | 57歳 | いのち燃ゆるとき〜開化のおんなたち〜 | 明治座     |
| 2005年（平成17年） | 61歳 | 恋ぶみ屋一葉                         | 新橋演舞場 |

### 教養番組・情報番組
- 趣味悠々（NHK Eテレ）
  - 鶴太郎流墨彩画塾（2003年） - レギュラー（受講生）
  - 鶴太郎流書初めスペシャル（2004年1月2日）
  - 新・鶴太郎流墨彩画塾（2004年） - レギュラー（受講生）
  - 続・鶴太郎流墨彩画塾（2005年） - レギュラー（受講生）
- ダーウィンの動物大図鑑 はろ〜!あにまる（2008年、NHK BShi） - ナレーター
- トコトンハテナ（2005年 - 2012年、テレビ東京） - 司会
- 日本史探究スペシャル ライバルたちの光芒〜宿命の対決が歴史を動かした! 〜（2012年 - 2013年9月25日、BS-TBS） - 司会
- NHK高校講座日本史（2014年度分）（2014年4月18日 - 2015年3月6日、NHKEテレ） - 司会[54]
- 高橋英樹の名画謎解き!歴史ミステリー〜日本画の巨星 安田靫彦〜（2016年4月23日、BS朝日） - 番組ナビゲーター
- 真麻のドドンパッ!（2016年10月 - 2017年9月、BS日テレ） - 「高橋英樹の日本史侍」のコーナー担当（水曜レギュラー）
- 高橋英樹のクイズ!なるほど歴史館（2017年4月14日、BS11） - 司会
- あなたも絶対行きたくなる!日本「最強の城」スペシャル（2018年6月30日・12月29日、2019年5月3日・9月16日、2020年7月24日、NHK総合）
  - あなたも絶対行きたくなる!日本最強の城 明智光秀スペシャル（2020年1月4日、NHK総合）
- にっぽんの芸能（2020年4月 - 2022年4月1日、NHK Eテレ） - 司会
  - 新・にっぽんの芸能（2022年4月8日 - 2023年3月31日、NHK Eテレ） - 司会
  - 芸能きわみ堂（2023年4月7日 - 、NHK Eテレ） - 司会[55]
- 生中継!江戸を彩る桜（2021年3月26日、NHK BSプレミアム）[56]

### 音楽番組
- 甦る歌謡曲（2015年6月21日 - 2017年1月4日、テレビ朝日〈不定期特番〉） - 娘・高橋真麻と司会
- 第49回日本有線大賞（2016年12月5日、TBS） - 小島瑠璃子と司会 [57]
- 決定版!これが日本の名曲だ（2017年8月11日・12月27日・2018年5月4日、テレビ朝日） - MC
  - 決定版!日本の名曲グランプリ（2018年12月19日・2019年4月4日、テレビ朝日） - MC
  - 決定版!日本の名曲100選（2019年8月16日、テレビ朝日） - MC
- 昭和の名曲シリーズ（テレビ朝日） - 大下容子（テレビ朝日アナウンサー）と共にMC 
  - 今歌いたい!昭和の名曲ランキングTOP50（2023年1月19日）
  - 夏に歌いたい!昭和の名曲カラオケ夏うた最強ランキングTOP50（2023年6月7日）
  - 今聴きたい!昭和の名曲心にしみる恋愛ソングTOP60（2023年10月10日）
  - 時代がよみがえる!昭和の名曲あのころ最も売れた80年代ソング総決算（2024年3月29日）
  - 昭和の名曲!夏メロTOP30 70年代&80年代の青春プレイバック（2024年6月27日）
  - 昭和の名曲!切なさが止まらない愛と涙の恋愛ソングTOP30（2024年9月18日）
  - 今年最も愛された昭和の名曲グランプリ20024（2024年12月18日）
  - 生放送!今年最も愛された昭和の名曲グランプリ2024（2024年12月24日）
  - 昭和の名曲 伝説のスター13選〜今夜決定!時代を超えて愛されるNo.1ソング〜（2025年3月26日）
  - 昭和の名曲 秘蔵映像クイズ 答えてランキングSHOW（2025年5月1日）

### バラエティ
- ドキド欽ちゃんスピリッツ!!（TBS） - レギュラー
- 邦ちゃんのやまだかつてないテレビ（フジテレビ） - レギュラー
- 目撃!ドキュン（テレビ朝日） - レギュラー
- クイズ日本人の質問（NHK総合） - レギュラー
- マジカル頭脳パワー - 準レギュラー
  1. 1996年5月2日
  2. 1996年9月19日
  3. 1997年1月16日
  4. 1997年5月15日
- 奇跡の扉 TVのチカラ（テレビ朝日） - 司会
- 歌って最高!（テレビ東京） - 司会
- 世界痛快伝説!!運命のダダダダーン!Z（朝日放送テレビ） - レギュラー
- おもいッきりDON!（日本テレビ） - 水曜レギュラー
- 芸能人格付けチェック（朝日放送テレビ） - 不定期出演
- 爆笑そっくりものまね紅白歌合戦スペシャル（フジテレビ） - 審査員
- 独占生中継 隅田川花火大会（2006年 - 2019年・2023年（毎年夏）、テレビ東京）⁻ MC
  - 隅田川花火大会 特別編（2020年 - 2022年（毎年夏）、テレビ東京）⁻ MC

世界が騒然!本当にあった㊙衝撃ファイル（2020年 -、テレビ東京） - レギュラー
- FNSドラマ対抗 お宝映像アワード（2020年10月26日　-、フジテレビ）-　審査員長
- 「どうする家康」はどうなる!?戦国大河ドラマ名場面スペシャル（2023年1月2日、NHK BSプレミアム）⁻ 司会

### CM
- キリンビール
- 日本電気（1970年 - 1984年）
- 大正製薬「リポビタンD」（1975年 - 1976年）
- エバラ食品工業「黄金の味」（1979年）
- 合同酒精「富貴」（1982年 - 1985年）
- 伊藤園「ウーロン茶」（1987年）
- エスエス製薬「シグナル胃腸薬」（1990年）
- ペイントハウス（1994年 - 2003年）
- ハウス食品「細打名人」（1994年 - 1995年）[58][59]
- 松本引越センター（1997年 - 1998年）
- エヌ・ティ・ティ・ドコモ四国（1997年 - 2010年）
- 関西電力（1999年）
- 富士火災海上保険「経営安心部長」（1999年 - 2003年）
- 越後製菓（1999年 - ）- 長年CMキャラクターを務めており、「越後侍」役として出演。
- 税務署「確定申告」（2000年）
- 雪国まいたけ（2001年）
- 沢井製薬（2004年 - ）
- 平和「パチンコ 桃太郎侍」（2007年）
- 東海旅客鉄道（2007年）
- 藤商事「CR 桃太郎侍」（2009年）
- アメリカンファミリー生命保険会社（2009年）
- 百年住宅（2010年 - 2015年）
- 地上デジタル放送推進協会（2010年 - 2011年）
- サントリー食品インターナショナル「黒烏龍茶」（2011年 - 2012年） - アニメで本人役
- ブリーズベイホテル（2012年 - ）
- NTTドコモ「家族まとめて割」（2015年）
- オークローンマーケティング
  - トゥルースリーパー（2016年）
  - 楽ちんヒアリング（2023年 - ）
- 赤穂化成「天海の水」（2019年 - 2020年）
- 内閣府「マイナンバーカード」（2019年）
- ビタブリッドジャパン「ターミナリアファースト」（2019年 - ）
- アマゾンジャパン「Amazonプライムビデオ」（2019年 - 2020年）
- ヤーマン「スイングビート」（2021年 - 2022年）
- オーブレットライフ「ファミサポ」（2022年 - ）
- K-GOLDインターナショナル「リサイクルキング」（2022年 - ）
- ワールドネットインターナショナル（2022年 - ）
- Cygames「ウマ娘 プリティーダービー」（2023年）

## ディスコグラフィ

### シングル
1. 激流に生きる男（1962年、NS-558）
  - 映画『激流に生きる男』主題歌（当初主演予定だった赤木圭一郎の歌唱による曲のカバーではなく、同名異曲）

（c/w 東京の風は知っている）※歌唱：浜田光夫
2. 憎いあンちくしょう*歌唱　石原裕次郎(1962.7.NS-577) 
(c/w 霧の夜の男)
3. 星の瞳をもつ男（1962年7月、NS-581）
  - 作詞：松浦語 / 作曲：久慈ひろし

（c/w 激しい河）
4. 想い出を抱く男(1962年11月　NS-626)
(c/w 明日を明日を待とうぜ)
5. 海を裂く男（1962年、NS-640）
（c/w 古城の星）
6. 青い山脈の歌（1962年、NS-648）
（c/w 海の鷹)
7. 絶壁に立つ男　(1963年5月、NS-701) 
(c/w 男は男の道を行く)
8. 男の紋章（1963年6月、NS-729）
（c/w 男ごころ）
9. 若い仲間 (1963年6月、NS-714)※共唱：浜田光夫
(c/w カンナの花よ)※歌唱：沢リリ子
10. エデンの海（1963年）
（c/w 若さはからだで知るものさ）
11. 通学列車(1964年2月　NS-770)※歌唱：浜田光夫
(c/w あの娘のためさ)
12. あたって砕けろ※歌唱：浜田光夫(1964年5月　SN-62) 
(c/w 夕焼け山脈)
13. 男の紋章（1967年2月15日、TP-1407）
  - 作詞：すずきしょうたろう / 作曲：岡田みち / 編曲：岡田みち

（c/w こころの君よいつまでも）
14. 風の中の愛（1981年、AH-69）
  - 作詞：たかたかし / 作曲：桑原研郎 / 編曲：京建輔
  - 「生きる」（テレビ朝日系）主題歌

（c/w まよい道）
  - 「生きる」（テレビ朝日系）挿入歌
15. ありがとうパパ（1981年8月、AH-95）※デュエット：仙道敦子
（c/w 鏡の中に）
16. ライラライ〜しあわせをみちづれに〜（1987年2月5日、7K-254）
  - 作詞：荒木とよひさ / 作曲：岡千秋 / 編曲：池多孝春

（c/w 紫陽の花）
17. おくれ咲き（1992年2月10日、TEDA-10213）
  - 作詞：横山聖仁郎 / 作曲：横山聖仁郎

（c/w 浮雲）
18. ウェディング・グラス（1996年12月18日、VIDL-11033）
  - 作詞：千家和也 / 作曲：伊藤薫 / 編曲：伊戸のりお

（c/w よせよ）

### アルバム
1. 君に囁く高橋英樹（1963、NL-2037）

## 著書
- 『家族上手に生きる - 妻はアンコ 夫はおモチ』（2004年、小学館） ISBN 9784093875097
- 『一書一顔 高橋英樹作品集』（英友社、限定発売品）
- 『高橋英樹のおもしろ日本史』（2014年、KKベストセラーズ） ISBN 9784584135822